# Glosilla (tipografía)
Glosilla o Miñona es un grado tipográfico que equivale a unos 7 puntos tipográficos. Está entre los grados de Nomparell (que es menor) y Gallarda.
Glosilla no es necesariamente un tamaño normal para glosas; en la tradición tipográfica éstas se hacían un grado por debajo del texto normal, fuera éste del tamaño que fuere.

## Miñona
Miñona, del Francés mignonne, graciosa, linda, agradable. No hay diferencia en el grado o en sus características.